# Heidenschuh
Der Heidenschuh ist eine Höhenburg (Ringwallanlage) auf dem Treutelsberg bei Klingenmünster in Rheinland-Pfalz. Sie ist ein charakteristisches Beispiel für eine Absperrung einer steilwandigen Bergzunge (Abschnittsbefestigung). Sie war für Notzeiten gebaut und diente bei drohender Gefahr als Fliehburg für die Insassen des Klosters Klingenmünster sowie die Bevölkerung der umliegenden Dörfer.
Eine genaue Altersbestimmung der Anlage war bisher nicht möglich, da Kleinfunde wie Waffen, Werkzeuge, Schmuckgegenstände und Gefäße fehlen. Wahrscheinlich entstand die Fliehburg im frühen Mittelalter zum Schutz gegen die Normanneneinfälle; nach Form und Bauweise dürfte sie der karolingisch-ottonischen Zeit (8. – 9. Jahrhundert) angehören, wie auch das nahegelegene Waldschlössel. Es gibt keinerlei alte Urkunden über die Befestigung. Der ursprüngliche Name der Anlage ging verloren. Der heutige Name bildete sich erst im 18. Jahrhundert, als man die Anlage den Heiden zuordnete, wie auch die ähnlichen Anlagen Heidenlöcher, Heidenburg oder Burg Schlosseck.
Die Fliehburg liegt auf einer Bergnase, deren Längsachse in Südwest-Nordost-Richtung verläuft. Die nordöstliche Spitze bildet ein steiler Fels. Als Abschluss der Befestigung finden sich zwei Abschnittsmauern. Auf der Nordseite fällt das Gelände steil ab. Die westliche Seite ist ebenfalls durch zwei Abschnittsmauern geschützt. Die äußere Mauer lehnt sich im Norden an einen Felsen. Die Mauer könnte ursprünglich vier bis fünf Meter dick gewesen sein. Vor der äußeren Mauer verläuft ein sechs Meter breiter Graben, der nördlich 18 Meter über die Mauer hinausragt und den Steilhang hinab führt. Die innere Abschnittsmauer ist besser erhalten. Die Mauer ist 60 Meter lang und 3,5 Meter breit. Außen- und Innenwand bestehen aus unbearbeiteten Steinen, deren Zwischenräume mit Geröll ausgefüllt sind. Vom nördlichen Ende 26 Meter entfernt liegt das Tor. Es wird durch schwächere, vorspringende Mauerstücke flankiert.

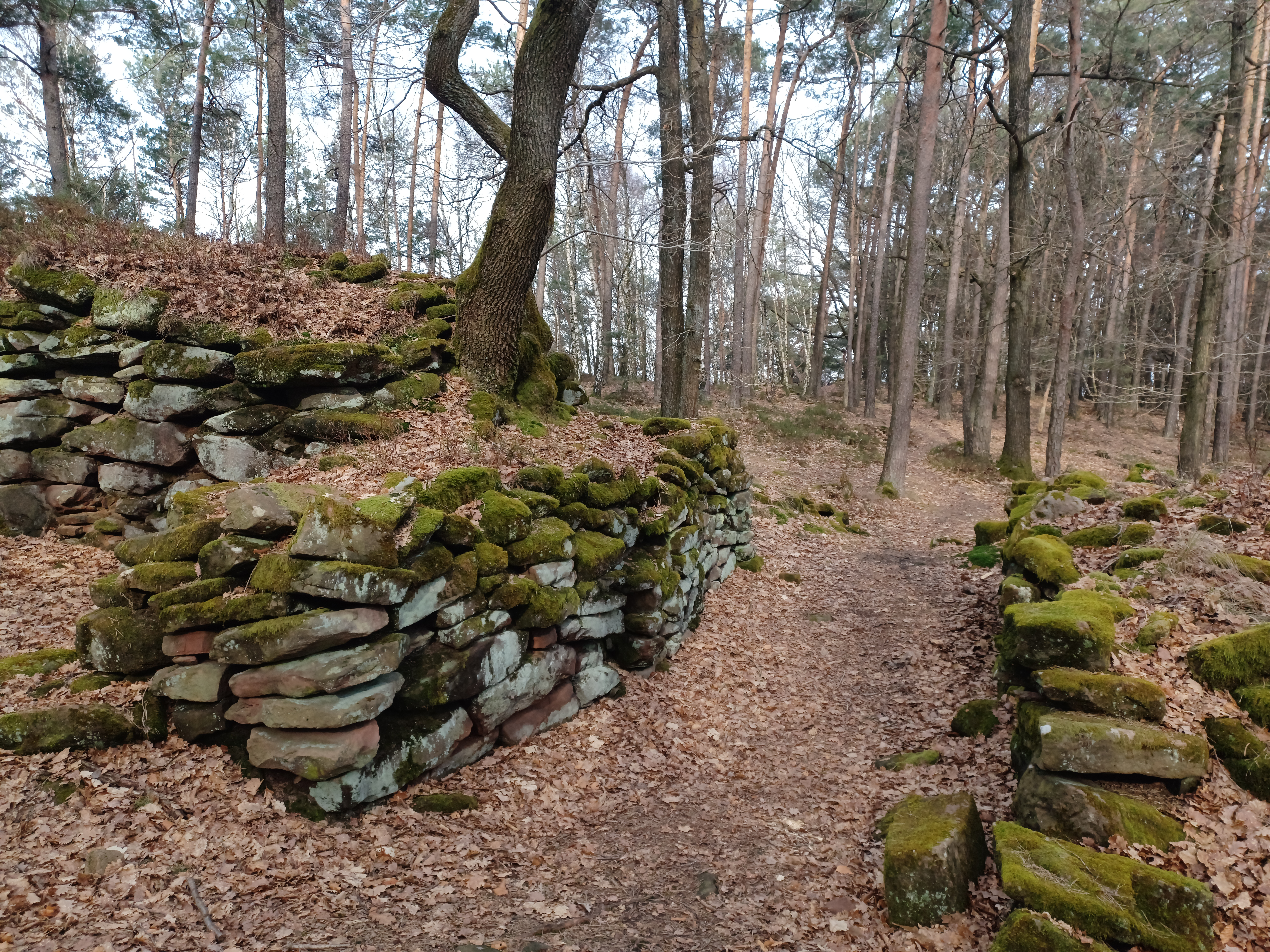
Durchgang
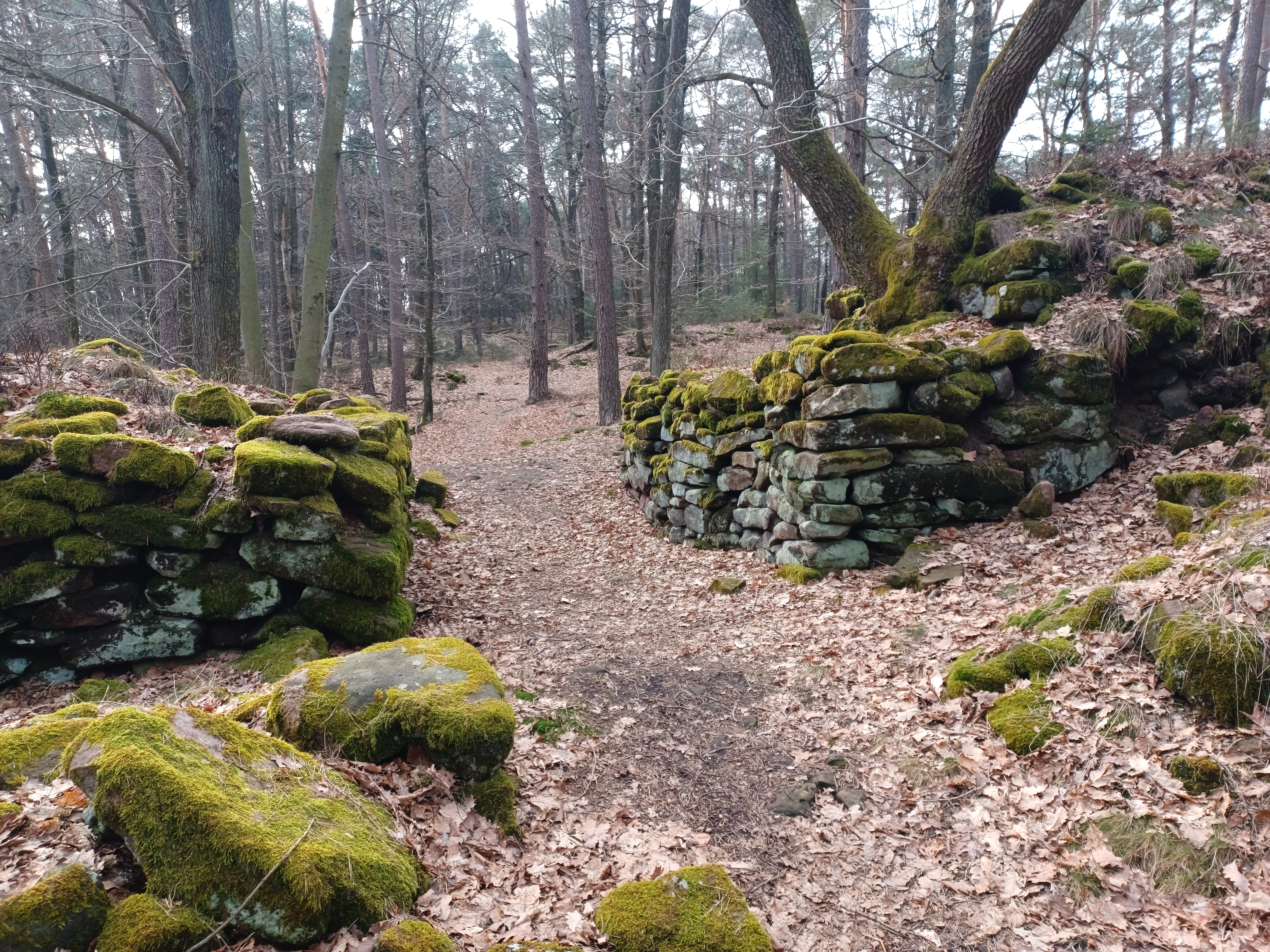
Durchgang aus Burgensicht
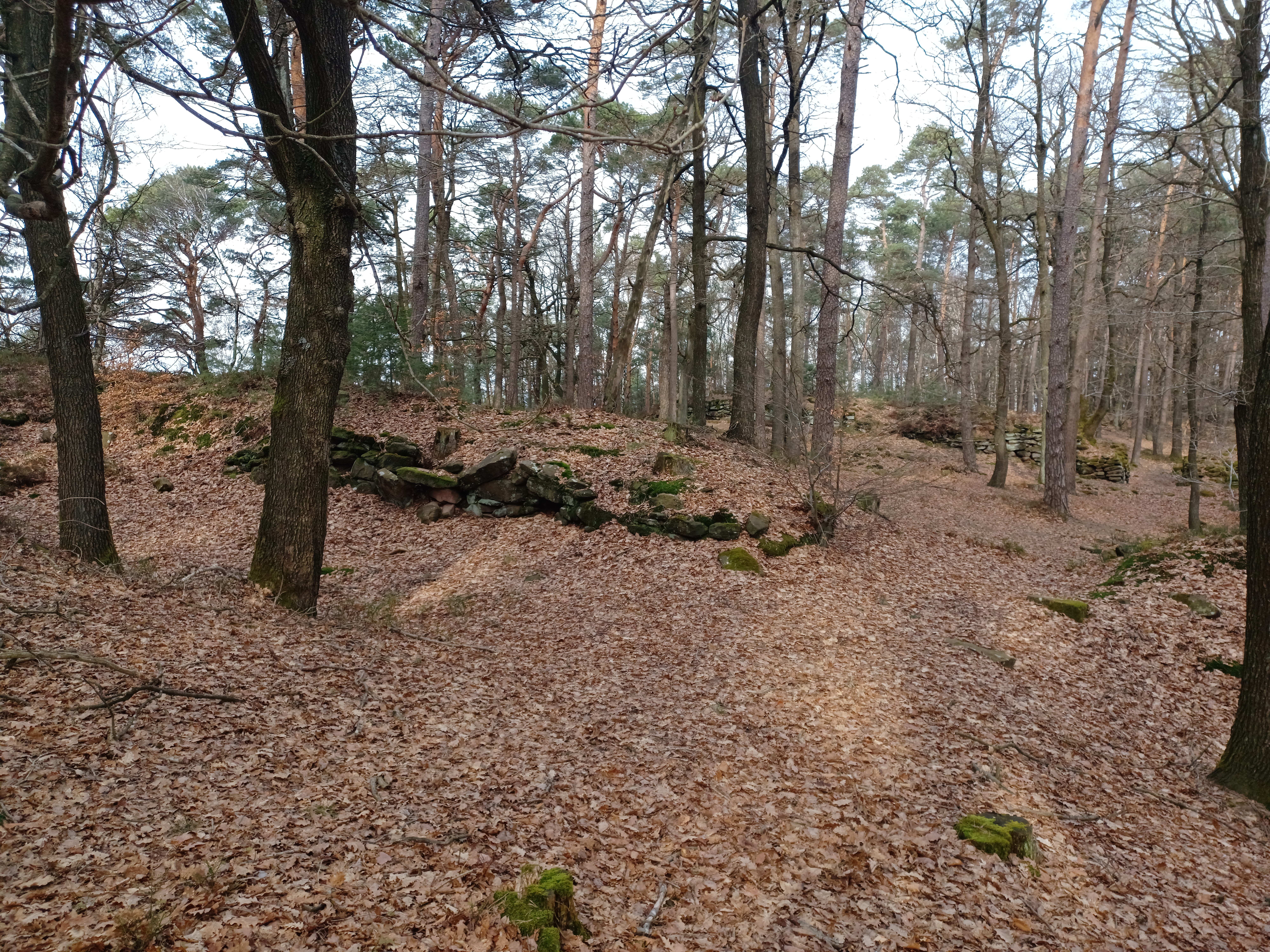
Mauerreste der Befestigungsanlage
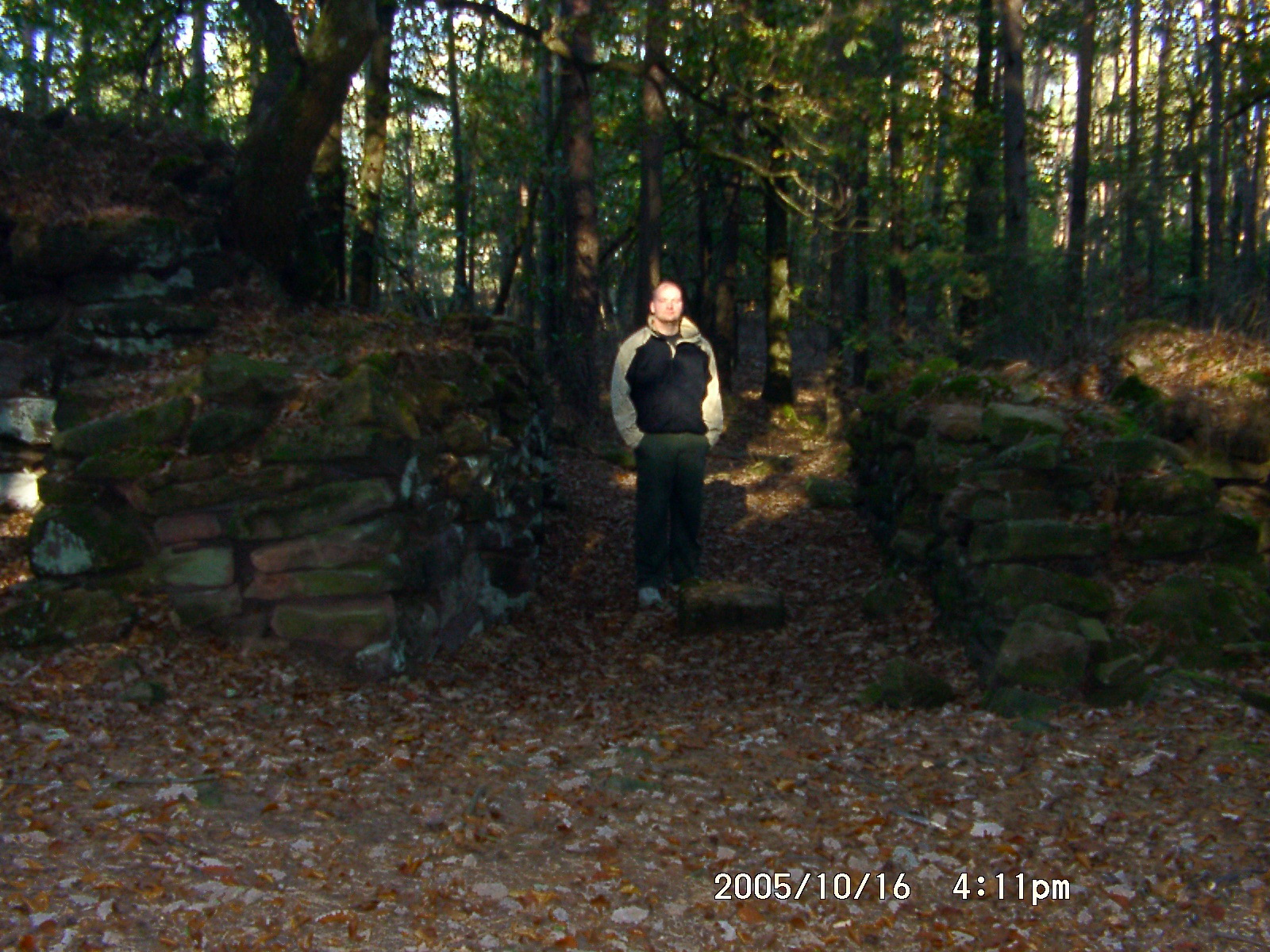
Überreste eines der Tore mit Person zum Größenvergleich